# Ленинское муниципальное образование (Озинский район)
Ленинское сельское поселение — муниципальное образование в составе Озинского района Саратовской области. Административный центр — село Старые Озинки. На территории поселения находятся 4 населённых пункта — 1 село, 3 посёлка .

## Население
| 2010 | 2011 | 2012 | 2013 | 2014 | 2015 | 2016 |
| ---- | ---- | ---- | ---- | ---- | ---- | ---- |
| 926  | ↘921 | ↘867 | ↘865 | ↗903 | ↘870 | ↗877 |
| 2017 | 2018 | 2019 | 2020 | 2021 |      |      |
| ↘855 | ↘848 | ↘837 | ↘823 | ↗839 |      |      |

## Состав сельского поселения
| № | Населённый пункт | Тип населённого пункта       | Население |
| - | ---------------- | ---------------------------- | --------- |
| 1 | Горный           | посёлок                      | ↘169      |
| 2 | Старые Озинки    | село, административный центр | ↘552      |
| 3 | Карепанов        | посёлок                      | ↘86       |
| 4 | Ленинский        | посёлок                      | ↘119      |